# Valeriana apula
Valeriana apula es una especie botánica perteneciente a la  familia de las valerianáceas.

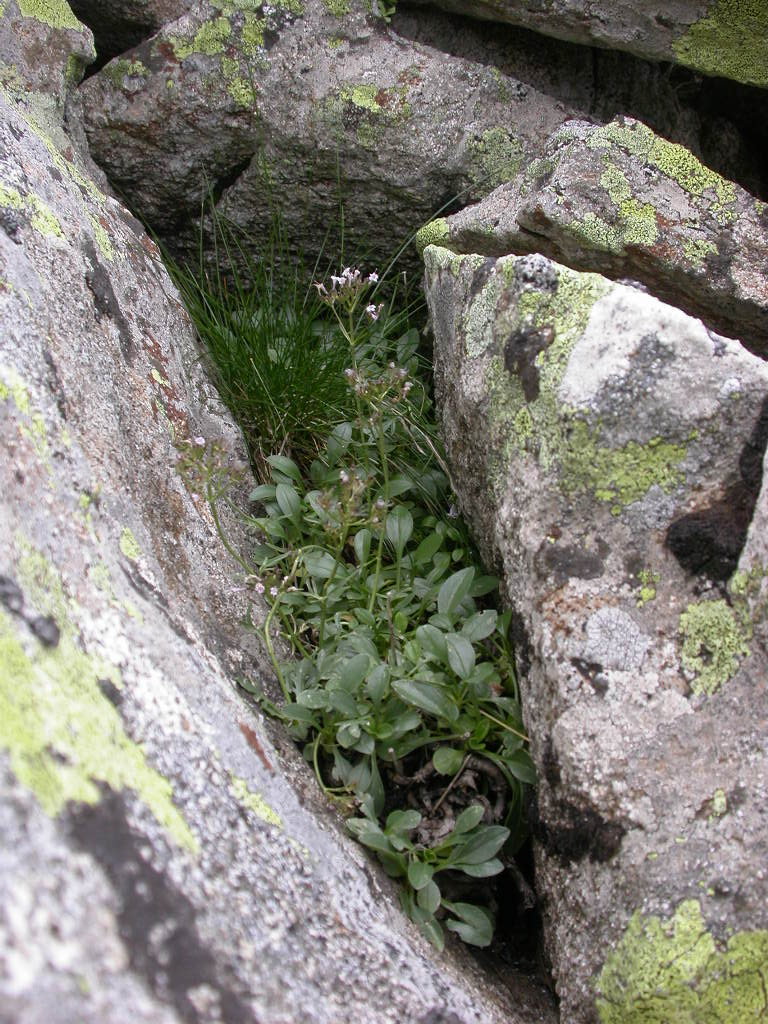
Vista de la planta

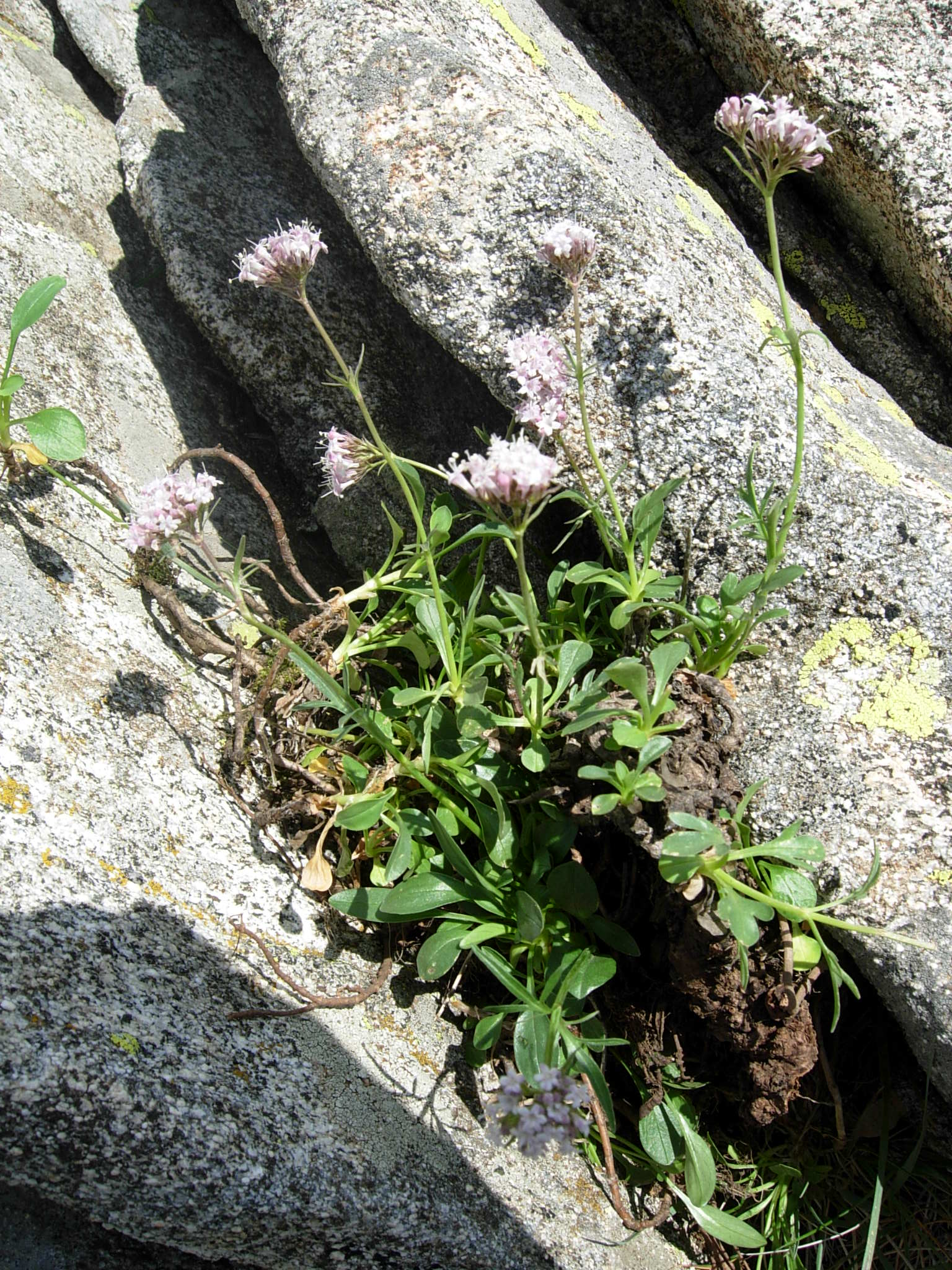
Planta en flor

## Descripción
Es una hierba perenne, multicaule, no estolonífera, con rizoma ± lignificado, ramificado, con unas ramas terminadas en rosetas de hojas, con abundantes restos peciolares, y otras en tallos floríferos. Tallos de hasta de 25 cm, erectos, por lo general simples, glabros o esparcidamente pelosos al menos en la parte basal o distal. Hojas pecioladas o no, glabras o ± pubérulo-glandulosas en los márgenes o nervio medio; las basales y caulinares inferiores con pecíolo de (2)10-35 mm y limbo de (10)15-25(35) × (5)7-15(20) mm, oblanceolado, espatulado o anchamente obovado, entero; las caulinares medias y superiores con pecíolo de (1)3-10 mm y limbo de (5)10-30 × (2)5-20(25) mm, pinnatífido o lirado-pinnatipartido, con 1-3 pares de segmentos laterales de 3-15 × 1-3 mm, linear-oblongos, enteros, obtusos, el terminal ligeramente mayor. Inflorescencia ± condensada, con brácteas linear-lanceoladas, enteras, y bractéolas lanceoladas o triangular-lanceoladas, enteras, glabras o laxamente ciliadas. Flores hermafroditas o funcionalmente femeninas –plantas ginodioicas–. Corola de las flores hermafroditas (4)4,5-7(7,5) mm y en las funcionalmente femeninas (2,5)3-4,3(4,8) mm, rosada, glabra en el exterior o con algún pelo hacia la base o en los lóbulos; tubo con giba de 0,1-0,3 mm, peloso en su interior; flores hermafroditas con lóbulo superior de 1,3-2(2,2) mm, los restantes de 0,9-1,5(1,7) mm. Anteras 0,7-0,9(1,1) mm en las flores hermafroditas, y (0,2)0,3-0,4(0,5) mm en las funcionalmente femeninas. Aquenio (3,5)3,7-4,4(4,7) mm, ovoide-oblongo, de sección cuadrangular, glabro, con costillas laterales de la cara posterior engrosadas, algo arqueadas al menos hacia la base. Vilano con tubo de 0,4-1 mm, acopado, membranáceo, y 9-15 setas de (3)3,5-6(6,5) mm, caedizo.

## Distribución y hábitat
Se encuentra en roquedos, gleras y fisuras, preferentemente calcáreos, en cumbres ± sombrías; a una altitud de 1300-3220 metros, en la cordillera Cantábrica, Pirineos, sistema Ibérico, Sierra Nevada y Norte de África (Marruecos, Atlas).

## Taxonomía
Valeriana apula fue descrita por Pierre André Pourret y publicado en  Mémoires de l'Académie des Sciences, Inscriptions et Belles-Lettres de Toulouse 3: 332 (1788)
Etimología
Valeriana: nombre genérico derivado del latín medieval ya sea en referencia a los nombres de Valerio (que era un nombre bastante común en Roma, Publio Valerio Publícola es el nombre de un cónsul en los primeros años de la República), o a la provincia de Valeria, una provincia del imperio romano,  o con la palabra valere, "para estar sano y fuerte" de su uso en la medicina popular para el tratamiento del nerviosismo y la histeria.
apula: epíteto geográfico que alude a su localización en Apulia, una región del sur de Italia.
Citología
El número de cromosomas es de: 2n = 16.
Sinonimia
- Valeriana glauca Lapeyr.
- Valeriana globulariifolia var. nevadensis Pau
- Valeriana globulariifolia Ramond ex DC. in Lam. & DC.
- Valeriana heterophylla Loisel.
- Valeriana rupicola Lag.[5]

## Nombre común
- Castellano: valeriana.[5]